# TSV Buchholz 08
Turn- und Sportverein Buchholz von 1908 e.V. é uma agremiação esportiva alemã, fundada em 1908, sediada em Buchholz in der Nordheide, próximo a Hamburgo.

## História
É atualmente o maior clube desportivo na comunidade com mais de 3.500 membros e departamentos de dança, fitness, ginástica, handebol, hóquei, patinação, jazz, natação, tênis de mesa, tênis e vôlei. O clube tem ênfase em atividades direcionadas à juventude.
Os futebolistas disputaram por vários anos a Landesliga Hamburgo (V) e, recentemente, avançaram à Oberliga Hamburgo (IV) após conquistar o título em 2007. A Oberliga Hamburgo tornou-se um circuito de quinta camada a partir da introdução da 3. Liga em 2009.
O clube ganhou o Prêmio Fair Play da Oberliga Hamburgo por oito vezes consecutivas.

## Fonte
- Grüne, Hardy (2001). Vereinslexikon. Kassel: AGON Sportverlag ISBN 3-89784-147-9